# Ленковцы (Черновицкая область)
Ле́нковцы (укр. Ленківці) — село в Кельменецкой поселковой общине Днестровского района Черновицкой области Украины.
До 2020 года входило в Кельменецкий район
Население по переписи 2001 года составляло 2325 человек. Почтовый индекс — 60111. Телефонный код — 3732. Занимает площадь 4,256 км². Код КОАТУУ — 7322086001.